# Bitwa pod Tykocinem (1656)
Bitwa pod Tykocinem miała miejsce 13 lipca 1656 roku podczas II wojny północnej.
Karol Gustaw, który 8 lipca przybył do obozu swego brata, księcia Adolfa Jana, leżącego w okolicach Modlina i Nowego Dworu Mazowieckiego, zaniepokoił się sytuacją obleganego przez pułkownika Samuela Oskierkę zamku w Tykocinie. Upadek tej twierdzy oznaczałby znaczne utrudnienie w komunikacji wojsk szwedzkich znajdujących się przy Karolu Gustawie ze Żmudzią i Inflantami. Ponadto wiele kłopotów sprawiały szybkie chorągwie litewskie, krążące między Tykocinem a Warszawą w celu utrzymania łączności między siłami Oskierki a wojskiem Jana Kazimierza.
Król Szwecji, który miał przy sobie 10 000 żołnierzy, ze względu na zdecydowaną przewagę wojsk Rzeczypospolitej stojących pod Warszawą, musiał czekać na przybycie sił swego sojusznika, elektora Bradenburgii Fryderyka Wilhelma. Nie zamierzał jednak czekać biernie i postanowił uwolnić od oblężenia Tykocin. Zadanie to powierzył znajdującemu się już w szwedzkim obozie księciu Bogusławowi Radziwiłłowi.
Tykocin oblegany był już od dwóch miesięcy przez siły złożone z pospolitego ruszenia szlachty łomżyńskiej, wiskiej i podlaskiej wspomagane przez regularne wojska litewskie Samuela Oskierki, który jednocześnie dowodził całością sił oblężniczych.
Bogusław Radziwiłł, wzmocniony siłami szwedzkimi Roberta Douglasa, ruszył na Tykocin 10 lipca. Akcja Radziwiłła była całkowitym zaskoczeniem dla polsko-litewskiego dowództwa. Radziwiłł dotarł na miejsce 13 lipca i natychmiast uderzył na wojska Oskierki. Niespodziewany atak doprowadził do bitwy, w wyniku której pospolite ruszenie szlachty, nie mogąc sprostać regularnym siłom brandenbursko-szwedzkim, rzuciło się do ucieczki. Duże straty poniosła jedna z grup pospolitego ruszenia, która skierowała się na Suraż.
Zwycięskie wojska Radziwiłła ruszyły w pościg za uciekającymi Polakami i Litwinami. W pościgu udział wzięły trzy skwadrony dawnego regimentu brandenburskiego w służbie szwedzkiej, dowodzone przez podpułkownika Fryderyka Kanitza oraz oddziały Israela Ridderhielma i Andrzeja Platinga-Bergloo z pułku rajtarii feldmarszałka Carla Gustafa Wrangla. W wyniku bitwy wojska Radziwiłła zdobyły 8 sztandarów oraz cały tabor zbiegłej z pola walki szlachty.
Radziwiłł wkroczył do Tykocina następnego dnia po bitwie i po trzydniowym odpoczynku ruszył 17 lipca w drogę powrotną. Marsz był bardzo szybki, gdyż już 22 lipca, przebywszy w ciągu 5 dni ponad 200 km, Bogusław Radziwiłł przybył do Nowego Dworu Mazowieckiego.
Ponieważ Radziwiłł działał nadzwyczaj szybko, zaskoczeni Polacy i Litwini zbyt późno wysłali na pomoc Oskierce wojska hetmana polnego litewskiego Wincentego Gosiewskiego.
Dzięki zwycięstwu pod Tykocinem znajdujący się w węźle modlińskim Szwedzi odzyskali komunikację z Podlasiem, Żmudzią oraz przede wszystkim z Inflantami, gdzie toczyły się ciężkie boje z wojskami rosyjskimi o Rygę.